# Гончаренко, Инна Германовна
Инна Германовна Гончаренко (род. 1 декабря 1968 года) — советский и российский тренер по фигурному катанию, кандидат в мастера спорта по фигурному катанию, заслуженный тренер России.
Клуб: СДЮШОР ЦСКА им. С. А. Жука (Москва)
Бывшие тренеры: Нина Жук, Елена Лобода, Зинаида Подгорнова, Сергей Громов, Анастасия Казакова
Образование: МОГИФК (1991) — красный диплом

## Тренерская работа
Ученики: Сергей Воронов, Максим Ковтун,  Александра Австрийская, Софья Истомина, Екатерина Куракова.
Бывшие ученики: Никита Бочков, Вероника Кропотина, Аделина Сотникова, Егор Петрунин, Дарья Мазина, Мария Шелупанова, Евгения Казанцева, Ирина Чутко, Пётр Палеев, Алина Максимова, Екатерина Александровская, Юлия Ли, Яна Веденеева, Валерия Евсеева, Дмитрий Михайлов, Александр Самарин, Даниил Бернадинер, Алсу Каюмова, Александра Проклова, Владимир Самойлов, Елизавета Ющенко, Ксения Чистякова, Виктория Безрукова, Алина Соловьева, Диана Гусева, Елена Радионова.
Наиболее известная воспитанница Инны Гончаренко — Елена Радионова, занимавшаяся у неё с детства. Под руководством Гончаренко Радионова стала чемпионкой России 2015, бронзовым призёром Чемпионата мира 2015, серебряным призёром Чемпионата Европы 2015,2016 г., чемпионкой мира среди юниоров 2013 и 2014.

## Биография
Мать была воспитателем в детском саду, отец — инженером-механиком на предприятии.
До работы в СДЮШОР ЦСКА Инна Гончаренко тренировала в ДЮСШ № 5 (Бирюлёво, Москва).